# Paperino e le forze occulte
Paperino e le forze occulte (Trick or Treat) è una storia a fumetti di Paperino disegnata da Carl Barks. La trama riprende quella del cartone animato La notte di Halloween del 1952, in cui fa la sua prima apparizione la strega Nocciola.

## Trama
La notte di Halloween Qui, Quo e Qua si divertono a fare "dolcetto o scherzetto?" per le vie di Paperopoli. Ma Paperino non intende stare allo scherzo e anzi maltratta il trio con dei pesantissimi scherzi a loro danno. In aiuto dei tre nipotini accorre allora la strega Nocciola che dopo aver tentato invano con le buone di convincere Paperino a dare loro i dolci,  ricorre a una serie di incantesimi sempre più audaci evocando terribili mostri per spaventare il papero. Dopo una serie di fallimenti, Paperino è costretto a cedere; soddisfatta, Nocciola torna al paese delle streghe mentre su Paperopoli sorge il sole.

## Storia Editoriale
La storia ebbe una gestazione piuttosto travagliata: nel 1951, quando il cartoon da cui è tratta era ancora in lavorazione, a Barks venne data una copia dello storyboard perché ne traesse una storia a fumetti. Il maestro ritenne la sola trama del cortometraggio troppo corta per reggere da sola un'avventura a fumetti, così aggiunse deliberatamente alcune sequenze di sua invenzione. Il risultato fu una storia di 32 tavole che però in sede editoriale venne ridotta a 24 eliminando le sequenze inventate da Barks. Così scomparve ad esempio quella in cui compare l'orco Smorgasbord, giudicato troppo spaventoso; stessa sorte toccò alle vignette in cui Nocciola si trasforma in una bellissima papera per sedurre Paperino. Infine, la sequenza introduttiva di due pagine fu cestinata e Barks dovette disegnare un nuovo splash panel; il risultato fu una storia che seguiva pedissequamente la trama del cortometraggio.
La storia fu pubblicata in questa consistenza nel numero 26 del mensile Donald Duck, uscito nel novembre 1952.

### Edizione italiana
La storia venne pubblicata in Italia nel dicembre dello stesso anno su Topolino numero 56. Halloween viene reso dal traduttore Guido Martina come Carnevale, perché in Italia quella festa era ancora sconosciuta; pochi anni dopo alla sua prima ristampa i dialoghi furono completamente ritradotti e si parlò di Vigilia di Ognissanti. Bisognerà attendere gli anni '90 per vedere la storia intera pubblicata sul mensile Zio Paperone con l'aggiunta di tutte le sequenze tagliate.